# Fota medioalba
Fota medioalba là một loài bướm đêm trong họ Noctuidae.